# Synagogue d'Asti

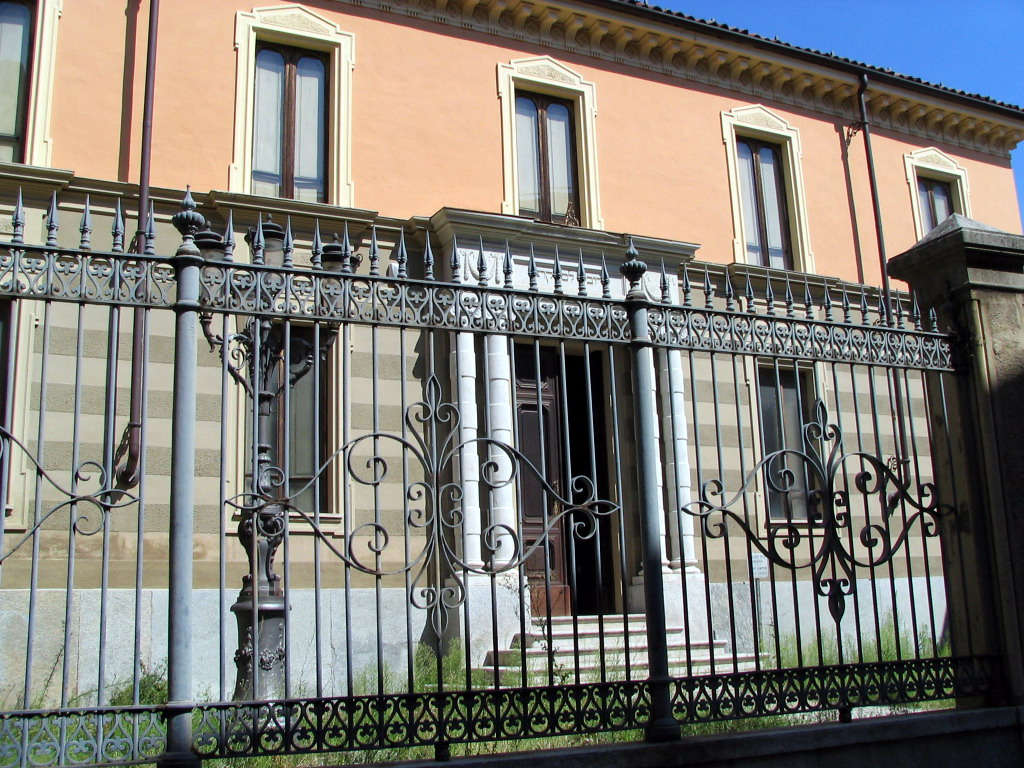
La synagogue d’Asti

La synagogue d'Asti est située dans l'ancien ghetto de cette ville d'Italie, au 8 rue Ottolenghi, quartier de San Bernardino. Elle a été construite au XVIIIe siècle. Elle n'est actuellement plus utilisée que pour les grandes fêtes et certaines cérémonies familiales. Une partie des locaux annexes a été transformée en Musée hébraïque.
La communauté juive d'Asti, autrefois une des plus importantes et plus anciennes du Piémont, est, en raison du faible nombre de ses fidèles, désormais rattachée à celle de Turin. Asti est située à 50 km au sud-est de Turin et compte de nos jours environ 75 000 habitants. 

## Histoire de la communauté juive
La présence de Juifs à Asti est attestée dès 812, mais ce n'est qu'après les expulsions des Juifs d'Espagne, de Provence et de la vallée du Rhin, à partir du XIVe siècle, que l'on constate une augmentation significative de la population juive à Asti, Moncalvo et Fossano. Ces groupes ont un rituel liturgique identique, mélange du rituel ashkénaze et de l'ancien rituel français, et parlent un dialecte hébreu-piémontais. 
Les Juifs étant considérés comme des êtres impurs, sont initialement relégués à des tâches dangereuses ou toxiques, comme le tannage des peaux ou la teinture des étoffes. Par la suite, ils exerceront les métiers de l'artisanat, et ayant l'interdiction de posséder des terres ou des immeubles, pratiqueront le prêt sur gage. À Asti, il y a quelques décennies, la banque Levi-Montalcini était encore en activité. 
En 1553, les Juifs d'Asti sont accusés d'un crime rituel. 

Fresque de Giovanni Carlo Aliberti "Sacra conversazione" sur le mur extérieur du ghetto

Par décret royal de 1723 reconfirmé en 1729, Victor-Amédée II, prince de Piémont, duc de Savoie et roi de Sardaigne, impose la création de ghettos sur ses domaines : à compter de 1730, aucun Juif ne peut alors résider à l'extérieur des enceintes établies. À Asti, le ghetto est situé dans le quartier juif, entre la rue des Chapeliers (Cappellai), actuellement rue Aliberti, et la rue Saint Bernardin (San Bernardino), aujourd'hui rue Ottolenghi, où se trouve la synagogue du XVIIIe siècle.
Encore de nos jours, les immeubles du ghetto sont facilement identifiables dans le quartier San Secondo : l'exigüité de l'espace édifiable dans le ghetto, conduit les Juifs à construire des habitations en hauteur et avec sous-sol, et à réduire la surface des cours. La maison de la famille Artom est la première maison à l'entrée du ghetto, avec ses fenêtres donnant sur la place San Secondo et le Palazzo Comunale situés à l'extérieur du ghetto. Pour obtenir le privilège d'ouvrir ses fenêtres vers l'extérieur du ghetto, la famille Artom est obligée d'apposer entre ses deux fenêtres la fresque "Sacra conversazione" (Conversation sacrée), peint par le peintre Giovanni Carlo Aliberti (1662-1740), toujours visible de nos jours. 
En 1791, avec l'arrivée des Français, les Juifs sont considérés comme des citoyens libres et égaux aux citoyens de religion catholique. En 1797 les portes qui fermaient chaque soir le ghetto, sont enlevées et le ghetto est aboli par décrets napoléoniens de décembre 1798 et de février 1799. En 1810, le nouveau cimetière juif, situé sur l'actuelle rue des Martyrs israélites, est inauguré. Il remplace l'ancien Prato degli ebrei (Pré des Juifs) qui se trouvait entre les rues actuelles Antica Zecca (de l'ancien Hôtel de la Monnaie) et d'Azeglio.
Il est difficile d'évaluer le nombre de Juifs à Asti avant le recensement ordonné par le roi Charles-Emanuel III en 1761. Cette année-là, 38 familles juives résident à Asti, représentant 196 personnes et en 1774, le nombre de Juifs s'élève à 400. En 1803, éclate à Asti de violentes émeutes antijuives. 
Avec la restauration en 1815, les restrictions anciennes sont remises en pratique, et le ghetto est de nouveau fermé le soir. Mais en 1848, avec le Statut albertin promulgué par le roi Charles-Albert de Savoie, la communauté juive obtient la pleine émancipation. Les familles juives les plus riches achètent alors de nouvelles maisons en dehors des anciennes limites du ghetto, tandis que les Juifs pauvres continuent à y résider. On compte alors 267 Juifs à Asti. La première boucherie cachère ouvre en ville, tandis qu'est inaugurée la première école juive, l'institut Clava. 
Pendant la seconde moitié du XIXe siècle, les Juifs d'Asti s'intègrent parfaitement dans le tissu social et politique d'Asti, du Piémont, puis de l'Italie. Parmi les personnalités éminentes de la communauté juive, on peut citer le sénateur Isacco Artom, secrétaire du comte Camillo Cavour, le conseiller municipal Zaccaria Ottolenghi, constructeur et bailleur de fonds du théâtre Vittorio Alfieri, ou Lazzaro Artom. Encore aujourd'hui, dans la dénomination de plusieurs hôtels particuliers et sur de nombreuses plaques commémoratives, on retrouve le nom de familles juives notables telles que : De Benedetti, Clava, Treves ou Levi-Montalcini. 
Dans le courant du XIXe siècle et jusqu'à la Seconde Guerre mondiale, la communauté juive d'Asti, comme toutes les autres petites communautés juives du Piémont, voit le nombre de ses fidèles diminuer à la suite d'une émigration interne de sa jeunesse vers les grandes villes régionales, comme Turin ou Milan.
La communauté juive subit dès 1938 les restrictions et les brimades issues des lois raciales mises en place par le gouvernement fasciste de Mussolini. Puis en septembre 1943, après l'invasion de l'Italie du Nord par la Wehrmacht et l'instauration de la République de Salò, les Juifs sont pourchassés, arrêtés par les nazis et déportés vers les camps d'extermination de l'est de l'Europe. Beaucoup de Juifs tentent de fuir, en se réfugiant dans les grandes villes ou en se cachant dans les campagnes. Sur les trente Juifs arrêtés à Asti et déportés, seuls trois reviendront des camps. Parmi les anciens habitants juifs d'Asti, 51 ont été assassinés. Une plaque commémorative dans la cour de la synagogue rappelle les noms des disparus. 
Après la libération, le petit nombre de Juifs résidant à Asti est incapable de reconstruire une communauté autonome ; celle-ci n'existe aujourd'hui que comme section de la communauté juive de Turin. En 1970, il ne reste à Asti plus que 20 Juifs.

## La synagogue

### Histoire de la synagogue
Une synagogue existe dans le quartier juif bien avant la création du ghetto. Connue sous le nom de Casa della collettività (Bethhakkeneseth ou Maison de la collectivité), elle assure non seulement des fonctions religieuses mais aussi civiles et d'entraide, comme la rédaction des actes de vente ou le règlement de différents sociaux communautaires. Dans la synagogue actuelle, on trouve en effet des tissus et des meubles en bois des XVIe et XVIIe siècles provenant de l'ancienne synagogue.
Au début de 1599, il est mentionné qu'une famille juive met à la disposition de la communauté une salle pour servir d'oratoire. Mais le plus ancien témoignage concernant l'édifice original date de 1601 : c'est une plainte de l'évêque d'Asti concernant la trop grande proximité de la synagogue des Juifs des églises San Secondo et San Bernardino. 
La synagogue actuelle est le résultat de la restructuration d'une synagogue antérieure, datant du XVIIe ou du XVIIIe siècle, qui avait déjà été une première fois remodelée en 1838. D'importants travaux sont réalisés en 1889 sous la direction du géomètre Carlo Benzi, déjà auteur de plusieurs constructions à Asti, avec le financement des familles Artom et Ottolenghi. Avec l'expropriation de quelques maisons adjacentes, on crée un parvis entouré par une grille, et on élève une nouvelle aile à droite, agrandissant ainsi le matroneum (galerie réservée aux femmes qui devaient rester séparées des hommes).

### Description de la synagogue

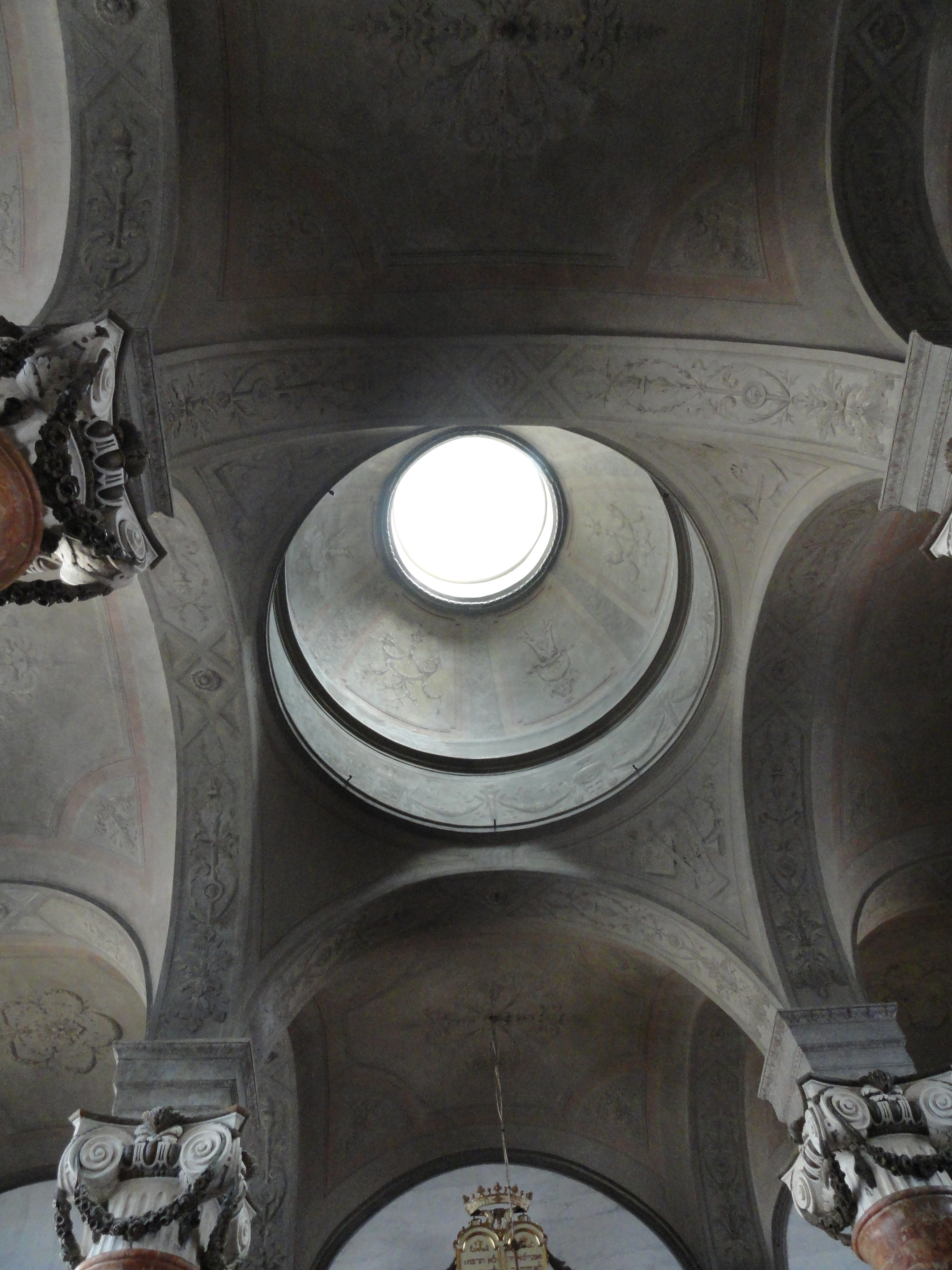
La coupole de la synagogue et le plafond à neuf voûtes

Le bâtiment se présente de la rue Ottolenghi avec une façade néoclassique sur deux niveaux, avec au rez-de-chaussée, la porte d'entrée centrée et deux fenêtres de chaque côté. La porte d'entrée en bois se trouve en haut d'un perron de cinq marches. Elle est encadrée des deux côtés par deux colonnes à chapiteau ionique, supportant un entablement sur lequel est inscrit en lettres hébraïques la phrase : « L'Éternel est près de tous ceux qui l'invoquent » (Psaume 145-18).
On pénètre tout d’abord dans le vestibule : à gauche, on trouve l’entrée du chœur ainsi qu’une pièce, le petit temple ou temple d'hiver, anciennement réservée aux offices de la semaine, et qui a été transformée en musée. Cette pièce est couverte de plaques commémoratives de la communauté. À droite du vestibule, se trouve l’escalier permettant d’accéder à la galerie réservée aux femmes. La porte du fond donne sur la salle de prière réservée aux hommes, de plan carré, divisée par quatre colonnes marmorisées, avec un plafond à voûtes sphériques et en son centre, supportée par les colonnes, une coupole. Cette coupole hémisphérique est surmontée d’un lanterneau octogonal, couvert d’un toit en cône pyramidal, qui seul dépasse du toit du bâtiment. 
Une telle solution architecturale, avec quatre colonnes centrales et un plafond divisé en neuf voûtes d’égales dimensions, se retrouve dans plusieurs synagogues des XVIIe et XVIIIe siècles de Pologne, de Hongrie comme à Bonyhád ou à Mad, ou de Slovaquie à Bardejov. Dans les synagogues ultérieures, les quatre piliers centraux sont en général beaucoup plus rapprochés.

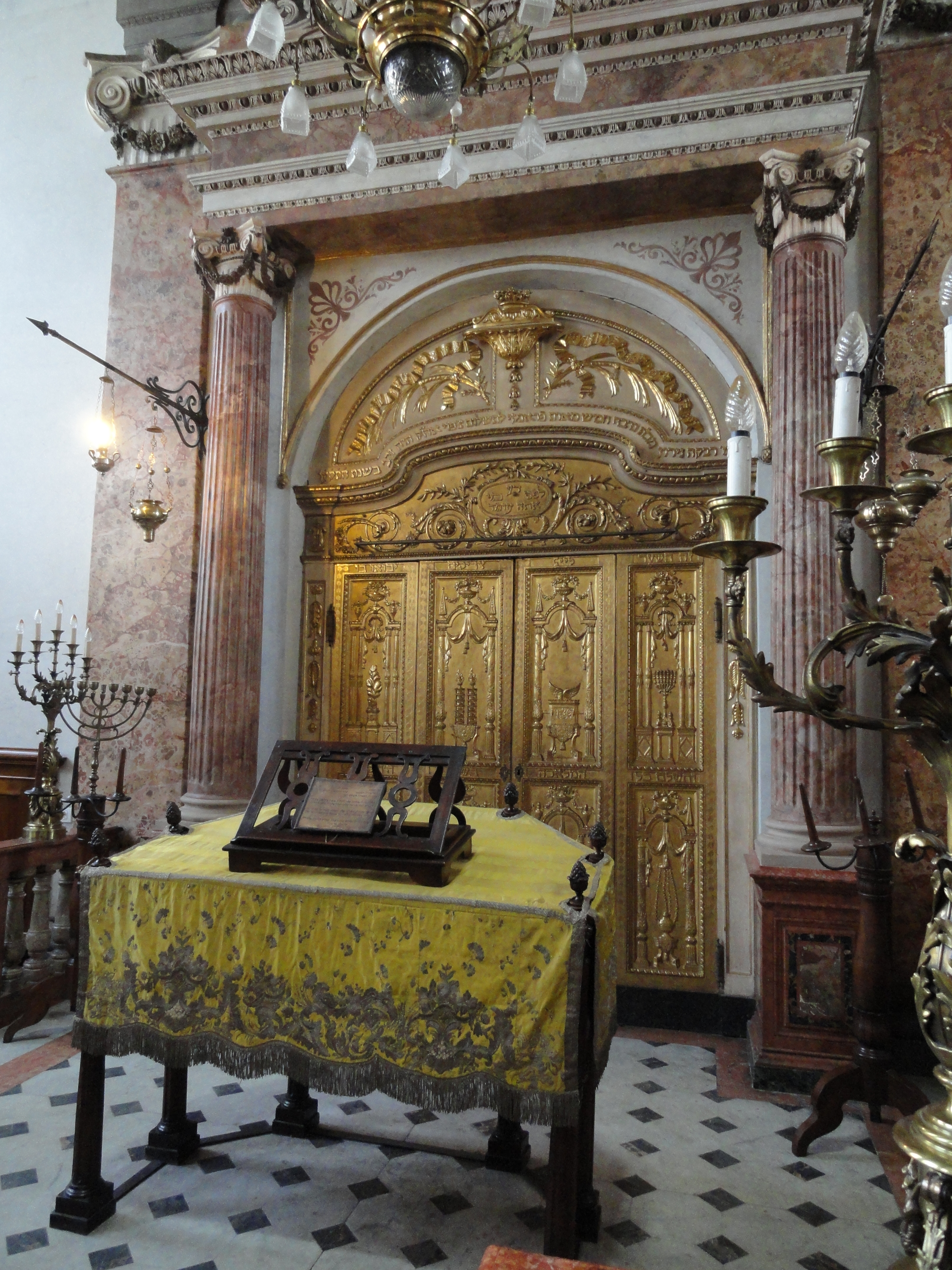
L'Arche Sainte et la Tevah

L’Arche Sainte se trouve sur le mur au fond de la salle, à l’opposé de l’entrée, tandis que sur le côté gauche trois grandes fenêtres à arc plein cintre, avec des vitraux à légers motifs floraux de ton or, protégées par une balustrade en bois apportent une grande clarté. Sur le côté droit, se trouve la galerie réservée aux femmes, qui a été agrandie lors des travaux effectués en 1889. À l’arrière, la porte en bois sculptée est encadrée de deux colonnes nervurées en bois à piédestal carré soutenant un fort balcon de bois ouvrant sur une galerie autrefois réservée au chœur. En 1889, à l’imitation des églises catholiques, la ‘’Tevah’’ (estrade où est lue la Torah), initialement située entre les quatre colonnes, a été déplacée et positionnée devant l’Arche Sainte. 
L’Arche Sainte est un chef-d'œuvre de l'artisanat, probablement de l'atelier du chef Giuseppe Maria Bonzanigo. Construit en 1809 et doré en 1816 (comme indiqué par des inscriptions), elle est composée de huit panneaux sculptés et dorés, chaque panneau représentant un symbole liturgique différent :
- la Menorah' (chandelier à sept branches) ;
- l’Arche d'alliance ;
- la table avec les douze pains de proposition ;
- l'autel avec le feu ;
- l'encensoir (servant à brûler de l'encens en grains et des essences) ;
- les vases d’eau bénite ;
- les fruits ;
- une main qui verse l'eau de la purification d'un broc dans une cuvette.

Au-dessus des portes de l’Arche, se trouve l’inscription en hébreu :
« Sais-tu devant qui tu es ? Voici la porte de l’Éternel : c’est par elle qu’entrent les justes. »
À l’intérieur, un étroit compartiment accueille les rouleaux de Torah, enveloppés dans un manteau de soie ou de velours brodé d’or et d’argent. Certains des rouleaux datent des années 1700.
La synagogue d’Ivrée est l’unique autre synagogue du Piémont possédant une Arche sculptée avec des symboles liturgiques.
Les deux rangs de bancs en noyer massif sont placés le long des flancs, regardant l’Arche Sainte. Ils remontent au XVIIIe siècle, et presque tous possèdent une plaque de laiton gravée avec le nom ou le numéro du propriétaire. La vente d’un siège attitré a été l’une des principales sources de financement de la communauté. 

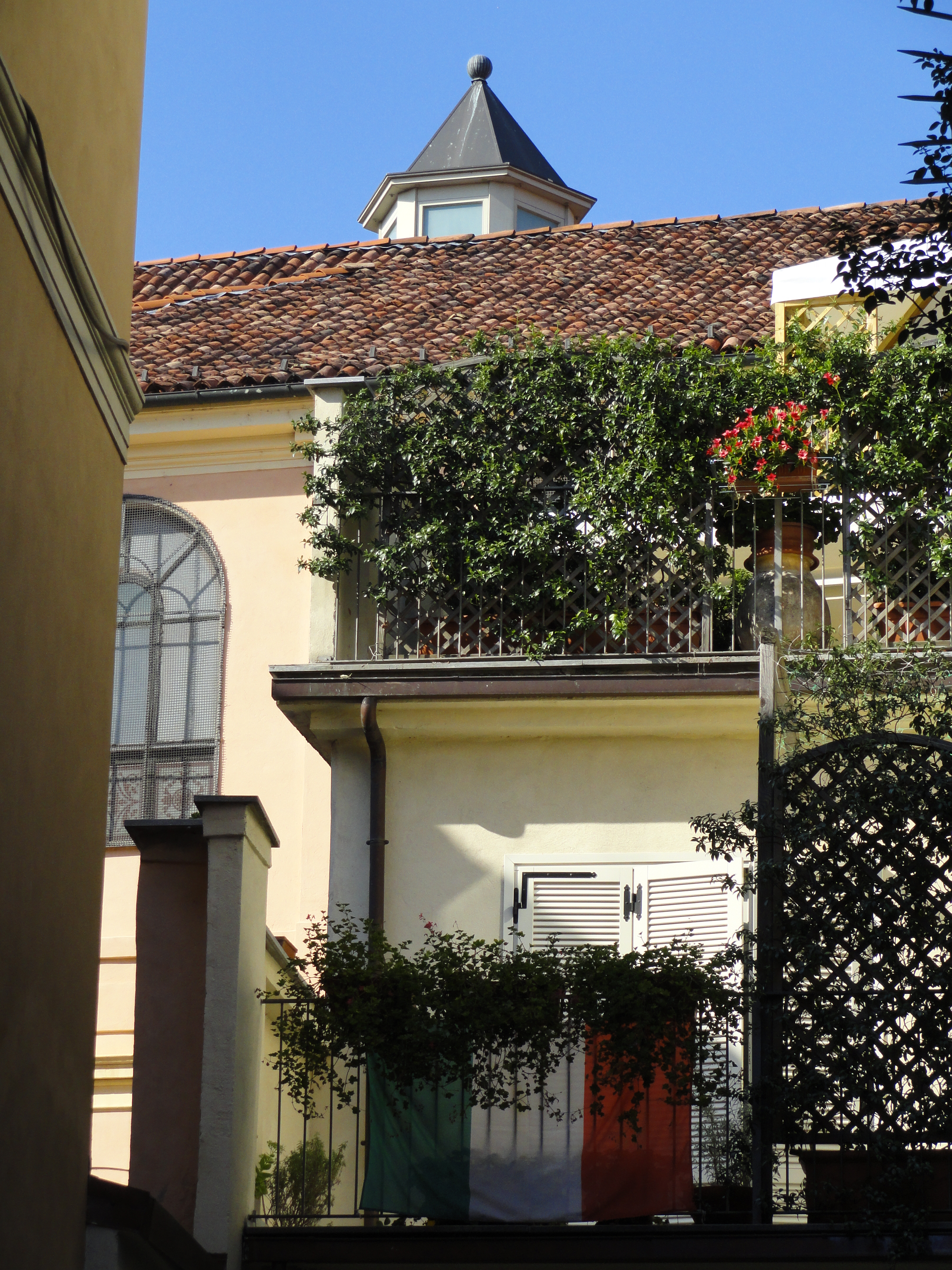
Vue latérale de la synagogue avec le lanterneau.
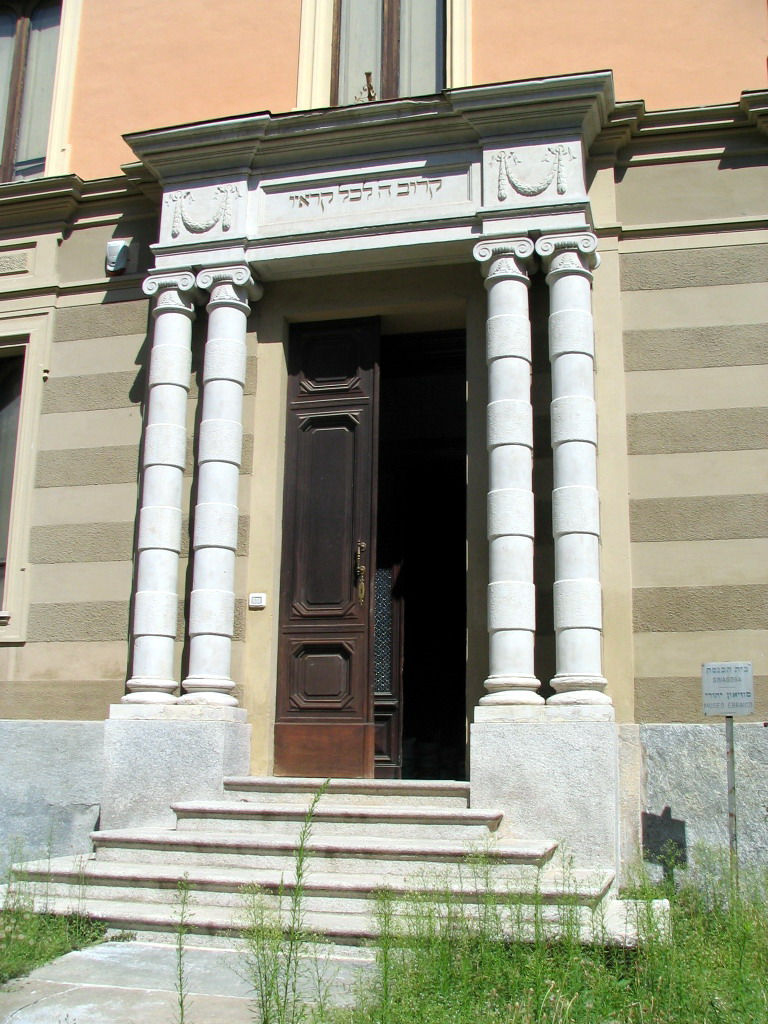
Porte d'entrée de la synagogue avec le Psaume 145-18 en hébreu.
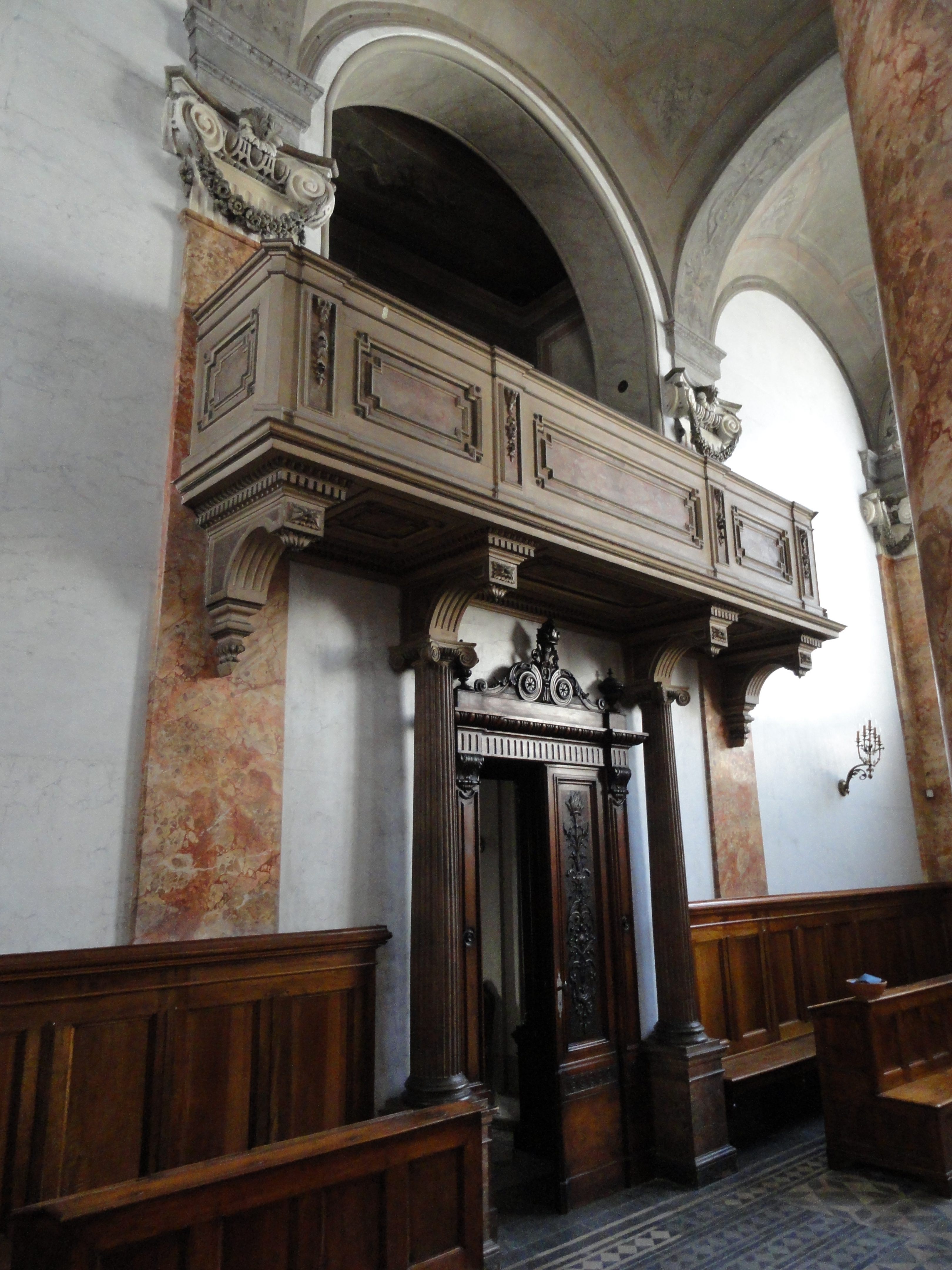
L'intérieur de la synagogue : vue de l'entrée et du balcon du chœur.
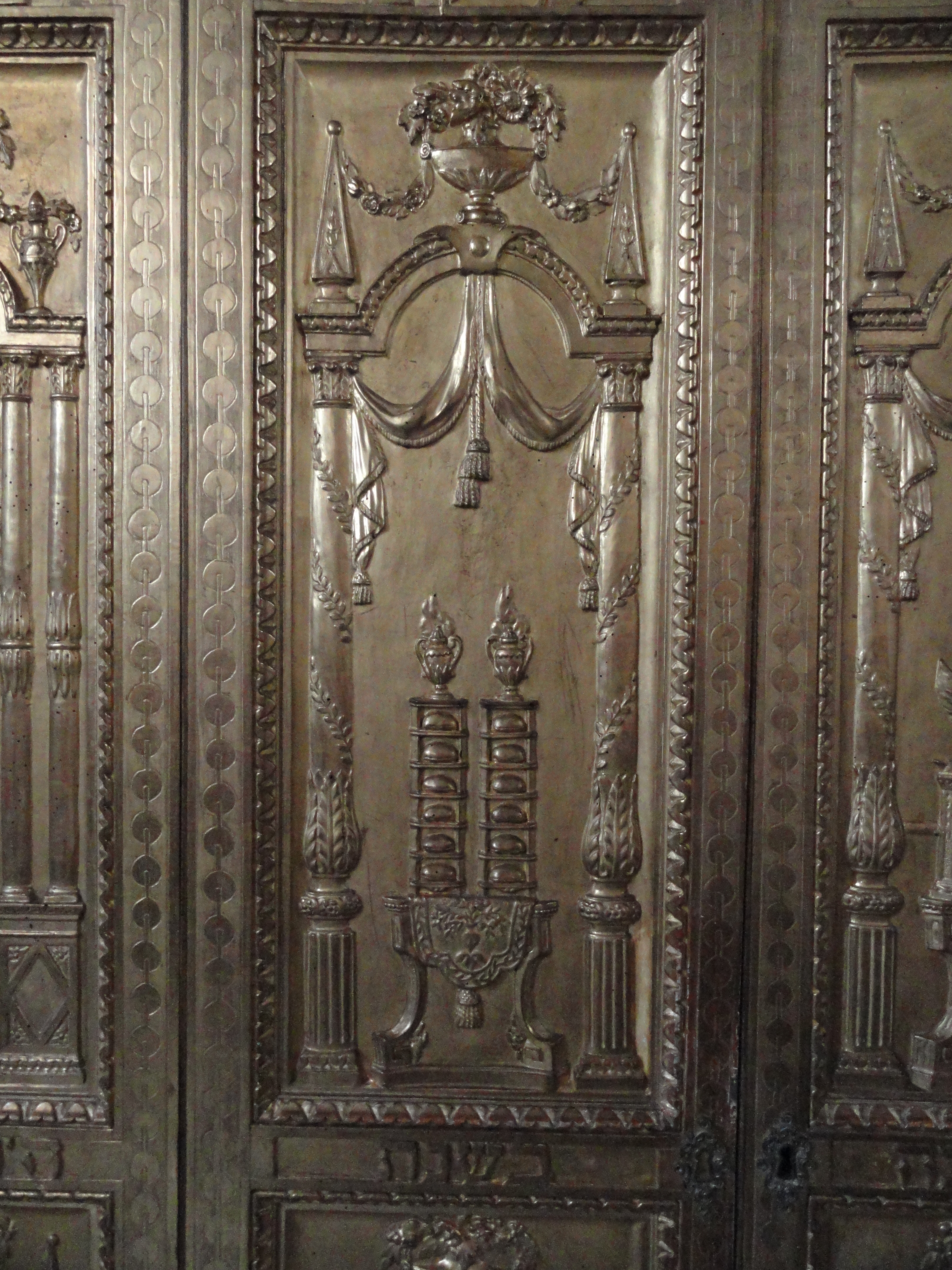
Détail de l'Arche Sainte : un des panneaux sculptés et dorés.
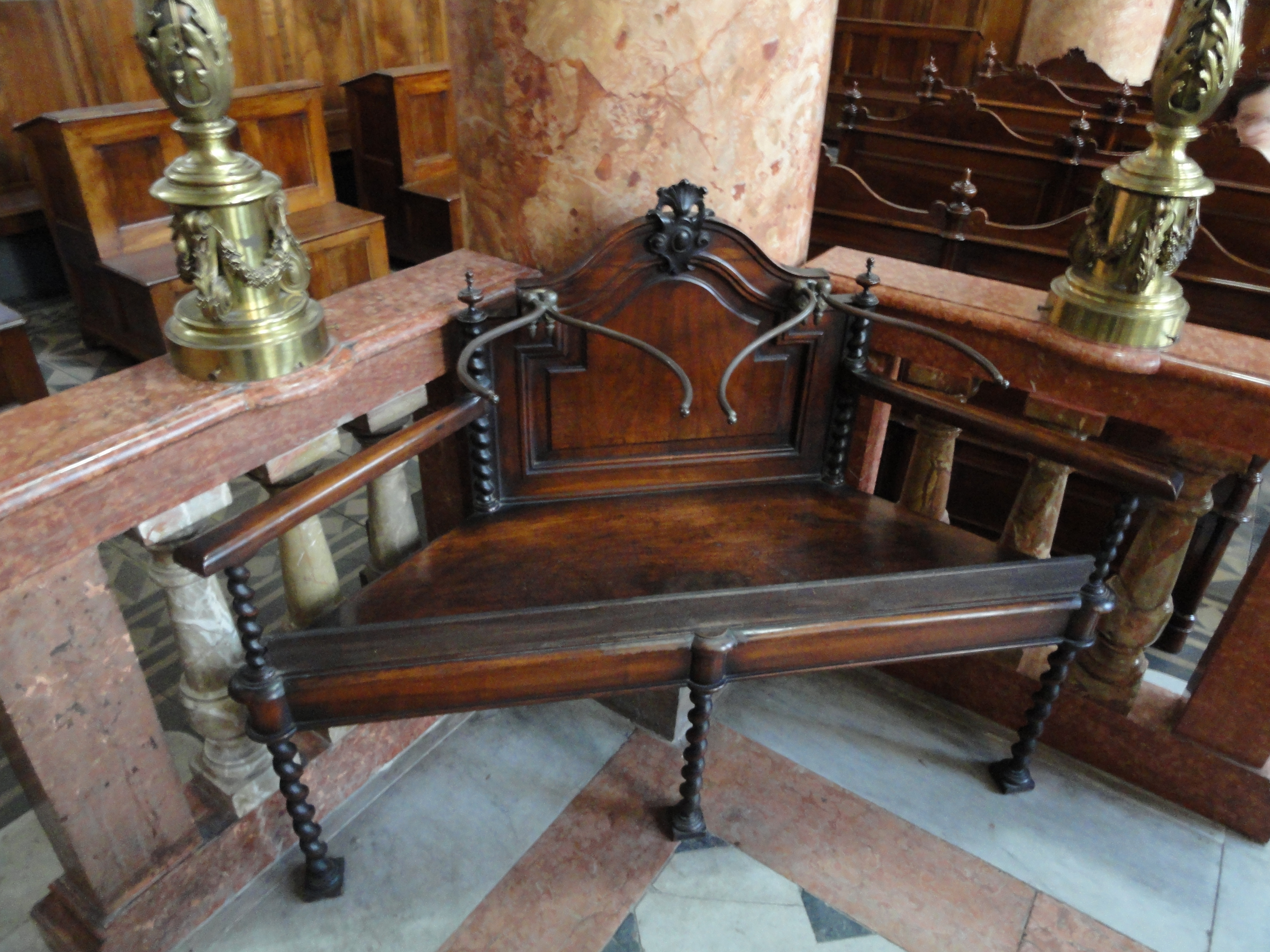
Banc pour déposer les Sefer Torah.
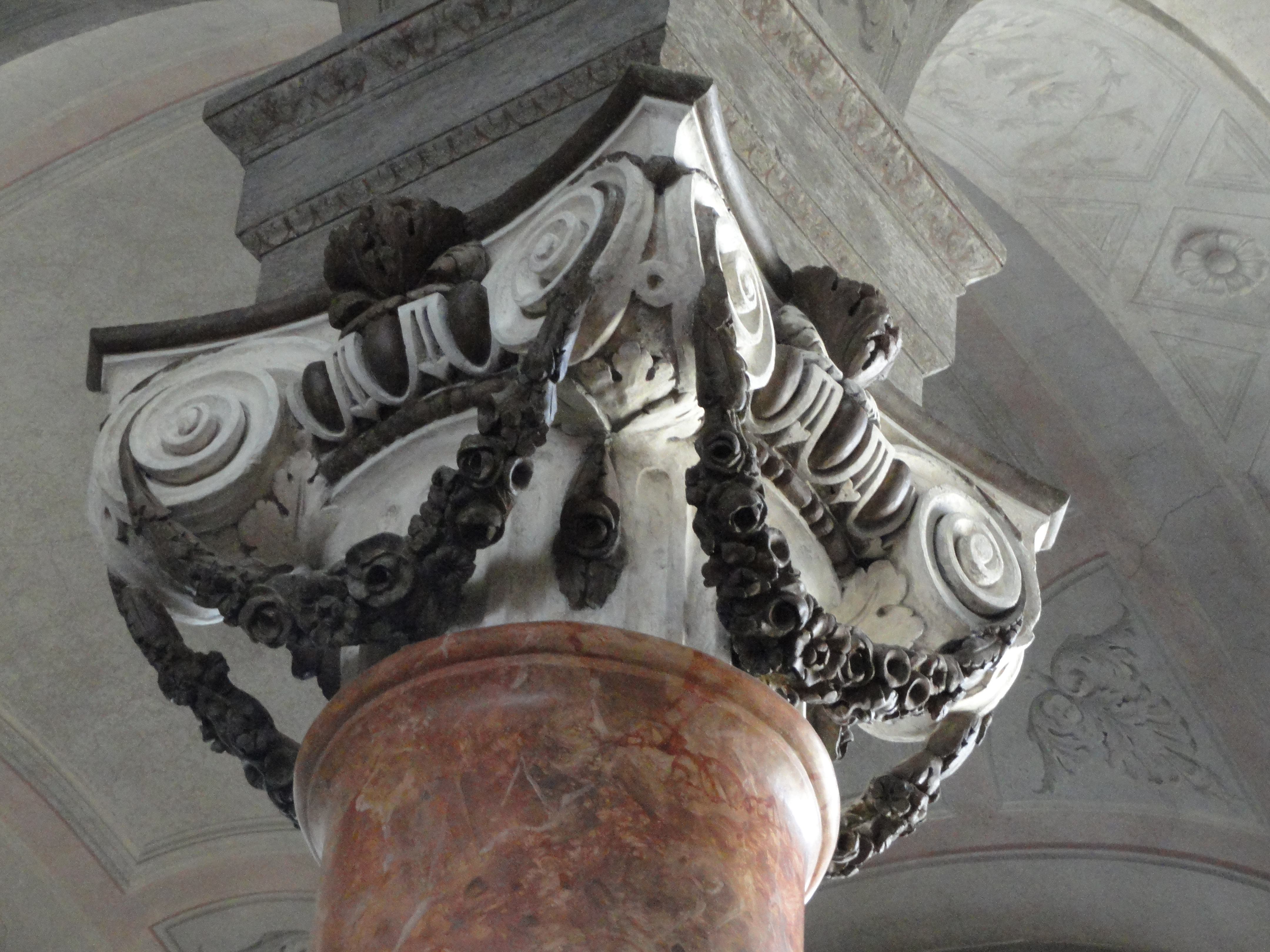
Un des chapiteaux.

### Le rite Apam

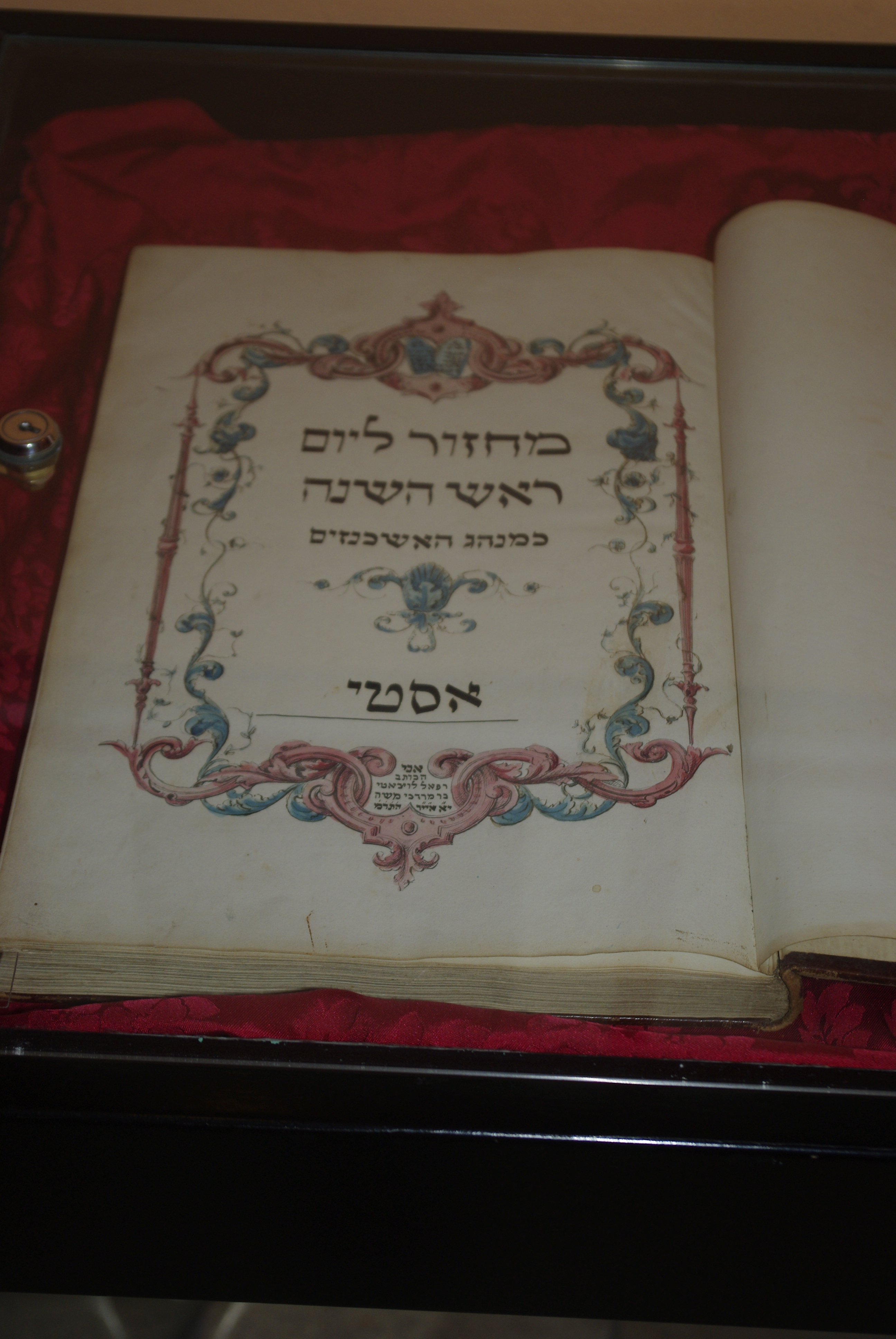
Mahzor manuscrit de Roch Hachana de la synagogue d'Asti de rite ashkénaze (Apam)

Le rite Apam, dont le nom vient des initiales des communautés juives de Asti, de Fossano (en hébreu le F et le P sont les mêmes lettres) et de Moncalvo, qui le pratiquaient, est essentiellement une combinaison du rite allemand et du rite ancien français qui s’est éteint en France après l’expulsion des Juifs en 1394. 
Ce rite se différencie principalement des rites sépharade, ashkénaze ou Bené Roma pratiqués par les autres communautés juives italiennes, dans les Seli'hot, pièces liturgiques implorant le pardon divin, associées aux jours redoutables, dans les Kinot, poèmes tristes ou élégies, dans les Kerovot, poèmes liturgiques à intercaler dans la prière centrale des offices quotidiens, et dans le Sèder ha-Avodah, description poétique de la cérémonie de Yom Kippour. 
Le rite Apam possède ses propres mélodies qui ont été recueillies et enregistrées par Leo Levy en 1955 pour l'Académie nationale Sainte-Cécile (Accademia nazionale di Santa Cecilia).
Le Mahzor (livre liturgique) spécial couvrant le rite Apam s'appelle le Minhag Apam (מנהג אפם) ou Minhag Tzorfat (rite français), car introduit par des Juifs français expulsés de France en 1306 et 1394, et qui se sont réfugiés de l'autre côté des Alpes, au Piémont.

### Le musée juif
La pièce anciennement dénommée le petit temple ou temple d'hiver, située en entrant dans la synagogue, à gauche du vestibule, et qui était autrefois la salle de prière pour les jours de semaine, a été transformée en musée. Ouvert en 1980, on y expose des objets liturgiques et rituels ainsi que des témoignages de la vie culturelle de la communauté juive d'Asti.
Le musée a reçu de nombreux objets de membres de la communauté qui ont quitté Asti dans les années 1980. Y sont notamment exposés une Hanoukkia (chandelier à neuf branches utilisé pour la fête de Hanoucca), un Shofar (Corne de bélier que l'on sonne pendant certaines solennités), un Ner Tamid (lampe éternelle), une Tevah (estrade où on lit la Torah) en bois marqueté et des manteaux de Torah en soie ou velours brodés de fils d'or et d'argent.
On y trouve aussi de nombreux livres de prière, dont les plus anciens imprimés à Venise ou Livourne, possèdent des annotations manuscrites, des Talitot (châles de prière) et des objets pour le chabbat ou pour Pessa'h. Parmi les objets de la vie quotidienne, des estampes de valeur, des livres d'étude de l'école juive et des documents du XIXe et du XXe siècle ayant appartenu à la communauté.